# Les Pierrafeu : Burgertime in Bedrock
Les Pierrafeu : Burgertime in Bedrock est un jeu vidéo de puzzle développé par Conspiracy Entertainment sur Game Boy Color, sorti en 2000. Il s'agit d'une adaptation de la série d'animation Les Pierrafeu.